# 恒松正敏
恒松 正敏（つねまつ まさとし、1952年8月3日 - ）は、日本の音楽家、画家。1978年から1980年までフリクションのギタリストとして在籍。以降は、自身のバンドや画家としての活動に力を置いている。熊本県人吉市出身。

## 来歴
熊本県立人吉高等学校卒業後、東京芸術大学に入学。同大学院に在学中の1978年にツネマツマサトシ名義で、1stシングル「Do You Wanna Be My Dog・g・g!」をゴジラレコードより発表。
その後、フリクションにギタリストとして加入し、バンド初のフルアルバム「軋轢」の制作に携わる。1980年に脱退後は、自身がボーカル・ギターを務めるE・D・P・S、町田康+THE GLORYにギタリストとして参加する。現在は、恒松正敏グループやアコースティックソロでの活動が中心となっている。
画家としても長年活動しており、東京や熊本県を中心に全国の画廊やデパートで個展を行っている。そのほか『スカイ・ハイ』（北村龍平監督）、『白痴』（手塚眞監督）などにイメージアート、美術担当として参加している。

## 書籍
- 画集「百物語」 (1995/11  ワイズ出版 ISBN 978-4948735415)
- 「水辺 - 恒松正敏画集」(1998年、ワイズ出版 ISBN  4948735833)
- 「メタモルフォシス - 恒松正敏作品集」(2005年、ワイズ出版 ISBN  4898301843)